# Jésus dans le christianisme
 (mars 2024).
La mise en forme du texte ne suit pas les recommandations de Wikipédia : il faut le « wikifier ».
Les points d'amélioration suivants sont les cas les plus fréquents. Le détail des points à revoir est peut-être précisé sur la page de discussion.
- Les titres sont pré-formatés par le logiciel. Ils ne sont ni en capitales, ni en gras.
- Le texte ne doit pas être écrit en capitales (les noms de famille non plus), ni en gras, ni en italique, ni en « petit »…
- Le gras n'est utilisé que pour surligner le titre de l'article dans l'introduction, une seule fois.
- L'italique est rarement utilisé : mots en langue étrangère, titres d'œuvres, noms de bateaux, etc.
- Les citations ne sont pas en italique mais en corps de texte normal. Elles sont entourées par des guillemets français : « et ».
- Les listes à puces sont à éviter, des paragraphes rédigés étant largement préférés. Les tableaux sont à réserver à la présentation de données structurées (résultats, etc.).
- Les appels de note de bas de page (petits chiffres en exposant, introduits par l'outil «  Source ») sont à placer entre la fin de phrase et le point final[comme ça].
- Les liens internes (vers d'autres articles de Wikipédia) sont à choisir avec parcimonie. Créez des liens vers des articles approfondissant le sujet. Les termes génériques sans rapport avec le sujet sont à éviter, ainsi que les répétitions de liens vers un même terme.
- Les liens externes sont à placer uniquement dans une section « Liens externes », à la fin de l'article. Ces liens sont à choisir avec parcimonie suivant les règles définies. Si un lien sert de source à l'article, son insertion dans le texte est à faire par les notes de bas de page.
- La présentation des références doit suivre les conventions bibliographiques. Il est recommandé d'utiliser les modèles {{Ouvrage}}, {{Chapitre}}, {{Article}}, {{Lien web}} et/ou {{Bibliographie}}. Le mode d'édition visuel peut mettre en forme automatiquement les références.
- Insérer une infobox (cadre d'informations à droite) n'est pas obligatoire pour parachever la mise en page.

Pour une aide détaillée, merci de consulter Aide:Wikification.
Si vous pensez que ces points ont été résolus, vous pouvez retirer ce bandeau et améliorer la mise en forme d'un autre article.
 (mars 2024).

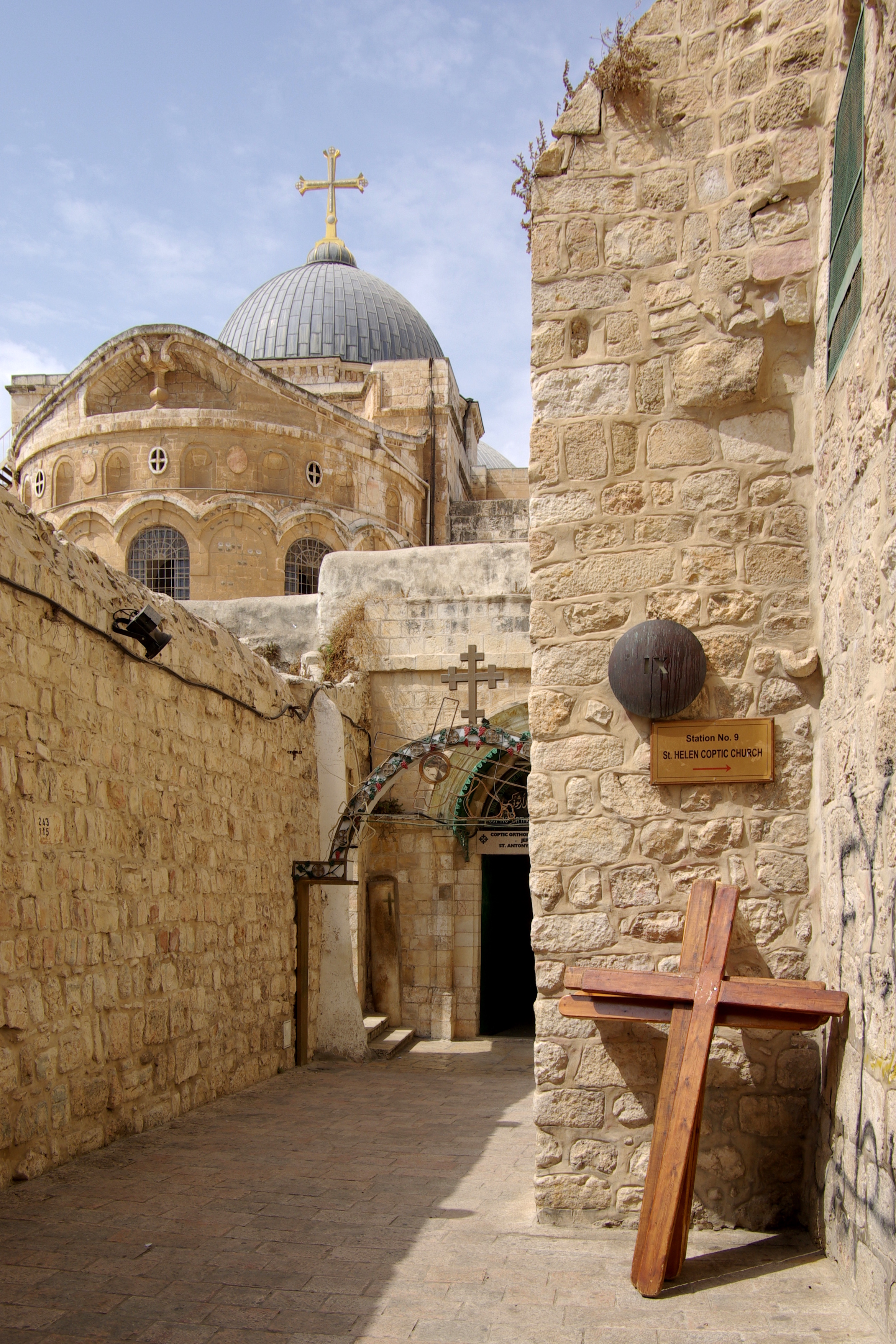
Le Saint-Sépulcre à Jérusalem

Dans le Christianisme, Jésus est cru comme le Fils de Dieu ou Dieu en une forme humaine comme écrit dans le Nouveau Testament de la Bible, et dans les confessions du christianisme il est Dieu le Fils, une personne de la Trinité de Dieu.
Les Chrétiens le croient être le messie, ou un sauveur, (lui donnant le titre de Christ) prophétisé dans l'Ancien Testament de la Bible. A travers la crucifixion et la résurrection de Jésus, les Chrétiens croient que Dieu offre le salut des humains et la vie éternelle, avec la mort de Jésus expiant tout péché, rendant ainsi l'humanité juste avec Dieu. La croyance répandue parmi les Chrétiens est la phrase, "Jésus est mort pour vos péchés," et ainsi ils acceptent cette rédemption est uniquement possible à travers lui. 
Ces enseignements mettent l'accent sur l'Agneau de Dieu, Jésus décida de souffrir cloué à la croix au Calvaire comme un signe de son obéissance à la volonté de Dieu, comme un "agent et serviteur de Dieu". Le choix de Jésus le place comme un homme d'obéissance, contrairement à la désobéissance d'Adam. Selon le Nouveau Testament, après que Dieu l'ai relevé de la mort, Jésus est monté au ciel s'asseyant à la main droite de Dieu, avec ses disciples attendant son retour sur Terre et le Jugement Dernier de Dieu.
Selon les comptes évangéliques canoniques, Jésus est né d'une vierge, a enseigné à d'autres Juifs comment suivre Dieu (employant parfois des paraboles), réalisé des miracles et rassemblé les disciples. Les Chrétiens croient généralement que ce récit est historiquement vrai. 
Tandis qu'il y a eu un débat théologique autour de la nature de Jésus, les chrétiens trinitaires croient que Jésus est le Logos, Dieu incarné, Dieu le Fils, et "vrai Dieu et vrai homme" - à la fois pleinement divin et pleinement humain. Jésus, devenu pleinement humain à tous égards, a souffert les douleurs et les tentations d'un homme mortel, n'ayant pourtant commis aucun péché. 

## Cœur des enseignements
Bien que les opinions chrétiennes sur Jésus varient, il est possible de résumer les éléments clés des croyances partagées par la majorité des confessions chrétiennes par l'analyse de leur catéchisme ou des textes confessionnels. Les opinions chrétiennes de Jésus sont dérivées de sources bibliques variées, particulièrement des évangiles canoniques et les lettres du Nouveau Testament comme les épîtres de Paul. Les chrétiens estiment majoritairement que ces écrits sont vrais.
Ces groupes chrétiens ou confessions qui sont engagés dans ce qui est considéré comme un christianisme bibliquement orthodoxe conviennent tous que Jésus : 
- est né d'une vierge
- est un humain qui est également pleinement Dieu
- n'a jamais péché pendant son existence
- a été crucifié et enterré dans un tombeau
- s'est relevé de la mort le troisième jour
- finalement remonté vers Dieu le Père
- retournera sur terre

Quelques groupes qui sont considérés comme chrétiens ont des croyances considérées comme hétérodoxes. Par exemple, les croyants du monophysisme rejettent l'idée que le Christ a deux natures, une humaine et une divine. 
Les cinq jalons majeurs dans le récit évangélique de la vie de Jésus sont son baptême, sa transfiguration, sa Crucifixion, sa Résurrection et son Ascension. Ceux-ci sont généralement entre crochets par deux autres épisodes : sa nativité au commencement et l'envoi du Paraclet (Esprit Saint) à la fin. Les comptes évangéliques des enseignements de Jésus sont souvent présentés en termes de catégories spécifiques impliquant ses "œuvres et ses paroles", son ministère, ses paraboles et ses miracles. 
Les chrétiens n’attachent pas seulement une signification théologique aux œuvres de Jésus, mais aussi à son nom. Les dévouements au nom de Jésus reviennent aux premiers jours du christianisme. Ceux-ci existent aujourd'hui à la fois dans le Christianisme oriental et le Christianisme occidental - à la fois chez les catholiques et chez les protestants. 
Les chrétiens professent majoritairement qu'à travers la vie de Jésus, sa mort et sa Résurrection, il a restauré la communion de l'humanité avec Dieu avec le sang de la Nouvelle Alliance. Sa mort sur la croix est comprise comme un sacrifice rédempteur : la source du salut de l'humanité et l'expiation du péché qui est entré dans l'histoire humaine à travers le péché d'Adam. 

## Le Christ, le Logos et le Fils de Dieu
« Jésus leur demanda : « Et vous, que dites-vous ? Pour vous, qui suis-je ? » Alors Simon-Pierre prit la parole et dit : « Tu es le Christ, le Fils du Dieu vivant ! » »

— Matthieu 16:15-16

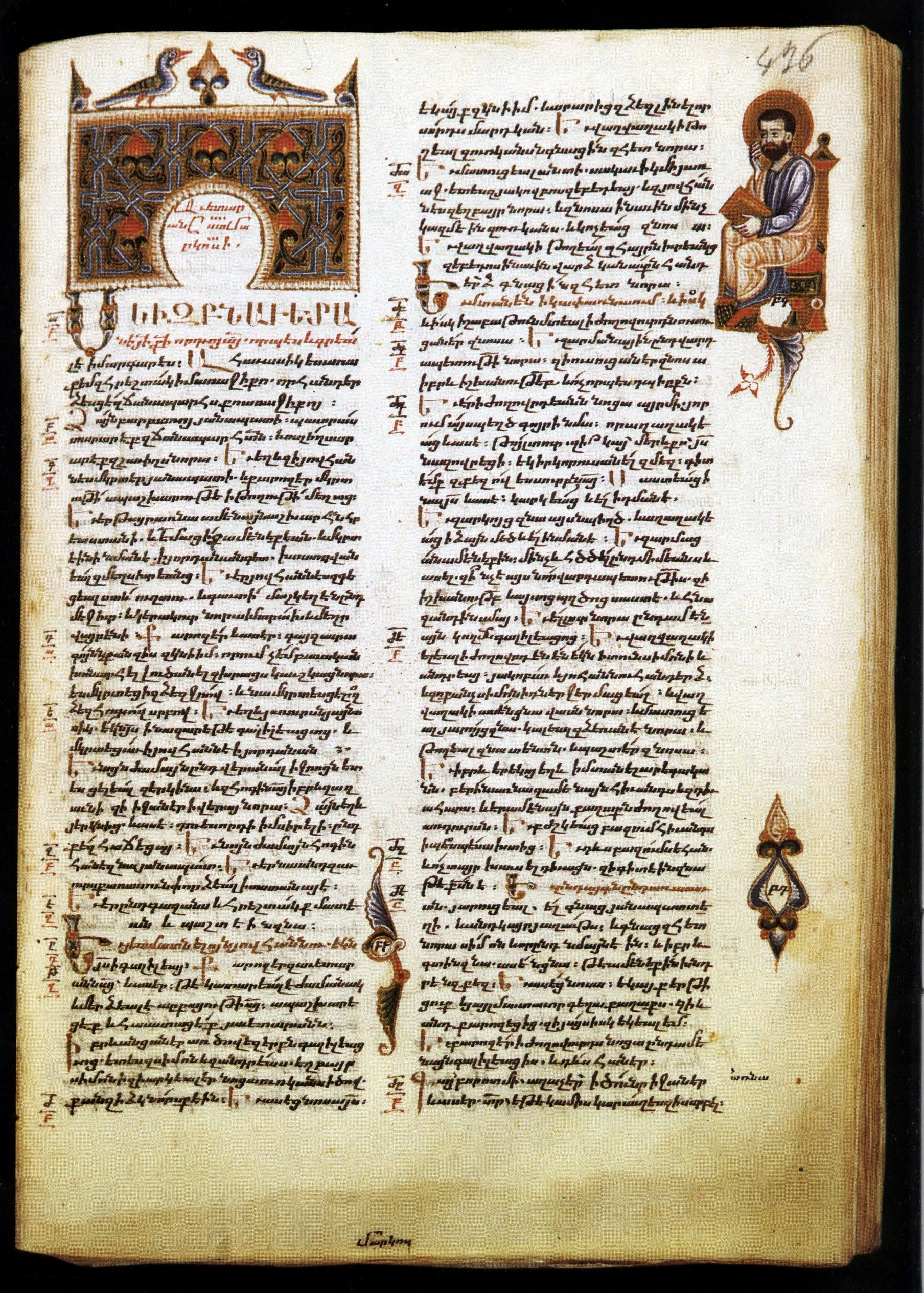
Une peinture manuscrite enluminée arménienne du XIVe siècle par Sargis Pitsak. La première page de l'Évangile selon Marc.

Jésus est médiateur, mais [...] le titre signifie plus qu'un individu entre Dieu et homme. Il n'est pas seulement une troisième partie entre Dieu et l'humanité. [...] Comme vrai Dieu il amène Dieu à l'humanité. Comme vrai homme il amène l'humanité à Dieu. 
La plupart des chrétiens considèrent généralement Jésus comme le Christ, le Messie longuement attendu, aussi bien que le seul et unique Fils de Dieu. Les premiers mots de l'Évangile selon Marc (1:1), "Le commencement de l'évangile de Jésus-Christ, le Fils de Dieu", assure Jésus avec les deux attributions distinctes comme Christ et comme le Fils de Dieu. Sa divinité est encore réaffirmé dans Marc 1:11. Matthieu 1:1 qui commence en appelant Jésus le Christ dans le verset 16 l'explique de nouveau avec l'affirmation : "Jésus, qui est appelé le Christ". 
Dans les épîtres de Paul, le mot Christ est si étroitement associé avec Jésus qu'apparemment pour le Christianisme primitif il n'y avait pas besoin d'affirmer que Jésus était Christ, car cela était considéré comme largement accepté parmi eux. D'où Paul pouvait employer le terme Christos sans confusion à propos de qui il faisait référence, et comme dans 1 Corinthiens 4:15 et Romains 12:5 il pouvait employer des expressions telles que "en Christ" qui réfère aux disciples de Jésus. 
Dans le Nouveau Testament, le titre "Fils de Dieu" est appliqué à Jésus dans de nombreuses occurrences, de l'Annonciation à la Crucifixion. La déclaration que Jésus est le Fils de Dieu est conçu par beaucoup d'individus dans le Nouveau Testament, et dans deux occurrences par Dieu le Père comme une voix venant du Ciel, et est affirmé par Jésus lui-même. 
Dans la Christologie, le concept que le Christ est le Logos ("La Parole") fût important dans l'établissement de la doctrine de la divinité du Christ et sa position en tant que Dieu le Fils dans la Trinité comme indiqué dans le Symbole Chalcédonien. Cela découle de l'ouverture de l'Évangile de Jean, communément traduit comme : "Au commencement était la Parole, et la Parole était avec Dieu, et la Parole était Dieu." λόγος dans l'original koinè est traduit comme Parole et dans le discours théologique, cela est souvent laissé sous sa forme translittérée, Logos. La manière la plus facile de comprendre est l'enseignement que Jésus (La Parole de Dieu) est venu du sein de Dieu le Père et devenu un être vivant qui s'est ensuite transformé en fœtus dans le ventre de la Vierge Marie à travers des moyens surnaturels, comme le professent les croyants en Christ.
La préexistence du Christ réfère à l'existence du Christ avant son incarnation comme Jésus. L'un des passages pertinents du Nouveau Testament est Jean 1:1-18 où, dans la vision Trinitaire, le Christ est identifié avec une hypostase divine préexistante appelée le Logos ou Parole. Cette doctrine est réitérée dans Jean 17:5 quand Jésus réfère à la gloire qu'il avait avec le Père "avant que le monde soit" lors du Discours d'adieu. Jean 17:24 réfère également au Père aimant Jésus "avant la fondation du monde". Les visions non trinitaires sur la préexistence du Christ varient, avec certains qui la rejettent et d'autres qui l'acceptent. 
Suivant l'Âge apostolique, à partir du IIe siècle, plusieurs controverses se sont développées sur la façon dont l'humain et le divin sont reliés en la personne de Jésus. Eventuellement en 451, le concept d'une union hypostatique était déclaré au Concile de Chalcédoine, à savoir Jésus est à la fois pleinement divin et pleinement humain. Cependant, les différences parmi les confessions chrétiennes continuent par la suite, avec certains la rejetant l'union hypostatique en faveur du monophysisme.

## Incarnation, Nativité et second Adam
« Il est l’image du Dieu invisible, le premier-né, avant toute créature : en lui, tout fut créé, dans le ciel et sur la terre. Les êtres visibles et invisibles, Puissances, Principautés, Souverainetés, Dominations, tout est créé par lui et pour lui. »

— Colossiens 1:15-16

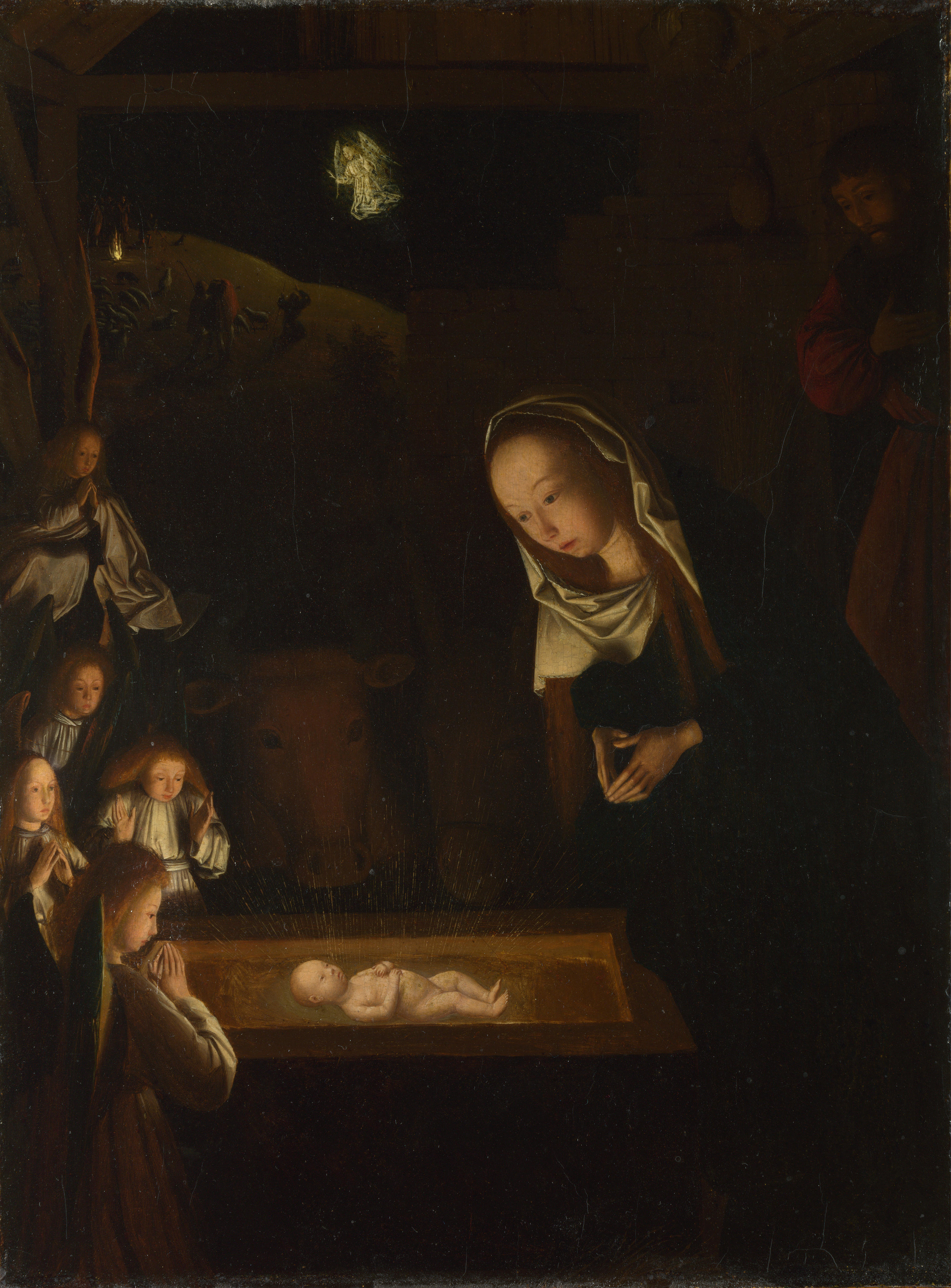
Nativité de nuit par Geertgen tot Sint Jans, 1490

La citation au-dessus des salutations aux Colossiens la naissance de Jésus comme le modèle de toute création.
L'apôtre Paul percevait la naissance de jésus comme un évènement d'une signification cosmique qui a donné naissance à un « homme nouveau » qui a réparé les dégâts causé par la chute du premier homme, Adam. Tout comme la vision johannique de Jésus comme le Logos incarné déclarant la pertinence universelle de sa naissance, la perspective paulinienne souligne la naissance d'un nouvel homme et d'un nouveau monde en la naissance de Jésus. La vision eschatologique de Paul sur Jésus le contre-positionne comme un nouvel homme de moralité et d'obéissance, contrairement à Adam. Contrairement à Adam, le nouvel homme naît en Jésus obéit à Dieu et conduit en un monde de moralité et de salut.
Dans la vision paulinienne, Adam est positionné comme le premier homme et Jésus comme le second : Adam, s'étant corrompu par sa désobéissance, a également infecté l'humanité et lui a laissé une malédiction en héritage. La naissance de Jésus a contrebalancé la chute d'Adam, engendrant la rédemption et réparant les dégâts causés par Adam.
Au IIe siècle, le Père de l'Église Irénée écrit : 
« Lorsqu'il fut incarné et devenu homme, il commença de nouveau la longue lignée des êtres humains, et nous a fourni, en mémoire, de manière globale, par le salut, pour que ce que nous avions perdu en Adam-à savoir être à l'image et à la ressemblance de Dieu - afin que nous puissions récupérer en Jésus-Christ. »
En théologie patristique, l'opposition de Paul entre Jésus en tant qu'homme nouveau et Adam a fourni un cadre pour discuter du caractère unique et les évènements qui s'ensuivent de sa vie. La nativité de Jésus par conséquent a commencé à servir comme le point de départ de la "Christologie cosmique" dans laquelle la naissance, la vie et la Résurrection de Jésus ont des implications universelles. Le concept de Jésus en tant que "nouvel homme" répète dans le cycle de naissance et renaissance de Jésus à partir de sa nativité jusqu'à sa Résurrection : suivant sa naissance, à travers sa moralité et son obéissance au Père, Jésus commença une "nouvelle harmonie" dans la relation entre Dieu le Père et l'homme. La nativité et la Résurrection de Jésus ainsi conçu l'auteur et l'exemple d'une nouvelle humanité. Dans cette perspective, la naissance, la mort et la Résurrection de Jésus amena le salut, réparant les dégâts d'Adam. 
En tant que fils biologique de David, Jésus serait de serait de race, d’origine ethnique, de nation et de culture juives. Un argument contre cela serait une contradiction dans les généalogies de Jésus : Matthieu dit qu'il est le fils de Salomon et Luc dit qu'il est le fils de Nathan - Salomon et Nathan sont frères. Jean Damascène instruisit qu'il n'y a pas de contradiction, car Nathan a épousé la femme de Salomon après la mort de Salomon, conformément aux Écritures, à savoir, yibboum (le mitzvah est un homme devant épouser la veuve sans enfant de son frère).
Jésus a grandi en Galilée et la plupart de son ministère prenait place ici. Les langues parlées en Galilée et en Judée pendant le Ier siècle apr. J.-C. incluent l'Araméen juif palestinien, l'Hébreu, et le Grec, avec l'Araméen étant prédominant. Il y a un consensus substantiel que Jésus donna dans la plupart de ses enseignements en Araméen dans le Judéo-araméen galiléen. 
Les évangiles canoniques décrivent Jésus comme portant le Tsitsit - les glands sur le Talit - dans Matthieu 14:36 et Luc 8:43-44. Derrière cela, le Nouveau Testament inclut aucune description de l'apparence de Jésus avant sa mort et les récits évangéliques sont généralement indifférents à l'apparence ou aux caractéristiques raciales des gens. 

## Ministère
« Le voleur ne vient que pour voler, égorger, faire périr. Moi, je suis venu pour que les brebis aient la vie, la vie en abondance. »

— Jean 10:10

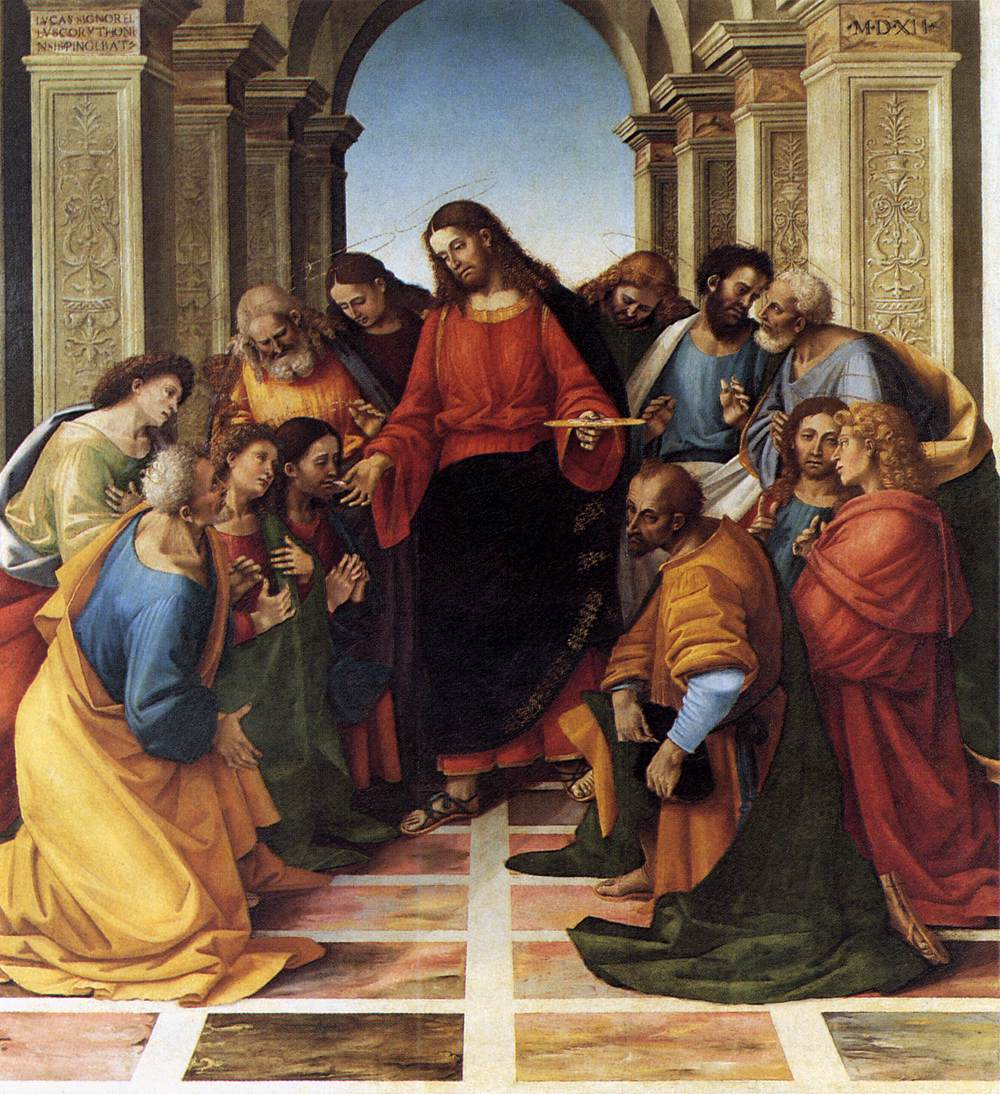
Communion avec les apôtres, Luca signorelli, 1512

Jésus semblait avoir deux préoccupations fondamentales par rapport aux personnes et au matériel : qu'ils sont libérés de la tyrannie des choses et qu'ils sont activement concernés pour les besoins des autres. 
Dans les évangiles canoniques, le Ministère de Jésus débute avec son baptême dans la campagne de Judée, près du Jourdain et se termine à Jérusalem, suivant la Cène. L'Évangile selon Luc (3:23) déclare que Jésus avait "à peu près 30 ans" au début de son ministère. La date du début de son ministère a été estimé aux alentours de 27 à 29 après J.-C. et fin dans la plage 30 à 36 après J.-C.
Le premier ministère galiléen de Jésus commence après son baptême, il retourne en Galilée de son temps dans le désert de Judée. Dans cette première période il prêche autour de la Galilée et recrute ses premiers disciples qui commencent à voyager avec lui et éventuellement à former le cœur de l'Église primitive. La majorité du ministère galiléen qui commence dans Matthieu 8 inclut l'Institution des douze apôtres, et recouvre la plupart du ministère de Jésus en Galilée. Le dernier ministère galiléen débute après la mort de Jean-Baptiste comme Jésus se prépare à aller à Jérusalem. 
Dans le ministère judéen ultérieur Jésus commence son dernier voyage à Jérusalem en passant par la Judée. Comme Jésus se dirige vers Jérusalem, dans le ministère de Pérée, environ un tiers de la descente de la Mer de Galilée le long du Jourdain, il retourne là où il fut baptisé.
Le ministère final à Jérusalem est parfois appelé la Semaine Sainte et commence avec l'entrée de Jésus à Jérusalem. Les évangiles fournissent de nombreux détails concernant le dernier ministère comparé à d'autres époques, consacrant environ un tiers de leur texte à la dernière semaine de la vie de Jésus à Jérusalem.

## Enseignements, paraboles et miracles
« Tu ne crois donc pas que je suis dans le Père et que le Père est en moi ! Les paroles que je vous dis, je ne les dis pas de moi-même ; le Père qui demeure en moi fait ses propres œuvres. »

— Jean 14:10

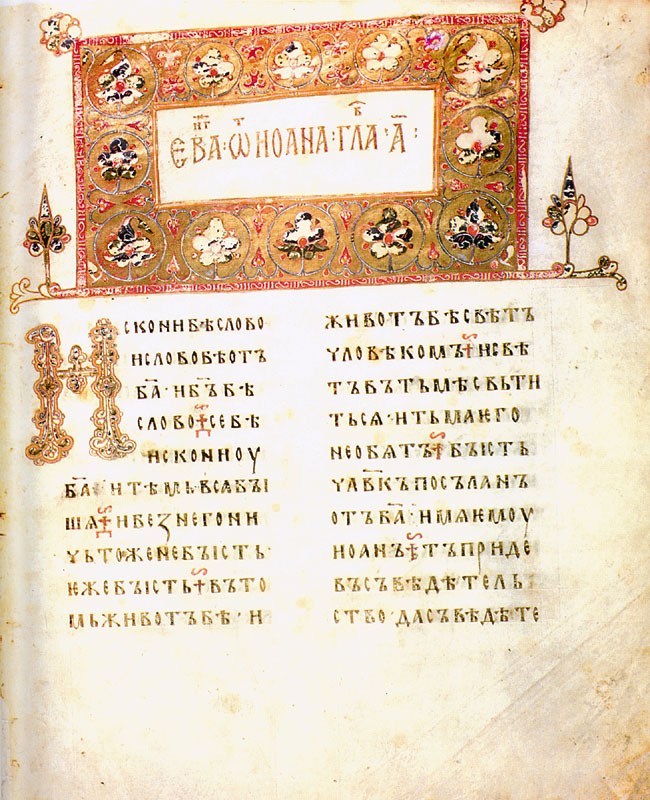
Évangile selon Jean, 1056

Dans le Nouveau Testament les enseignements de Jésus sont présentés dans les termes de ses "paroles et œuvres". Les paroles de Jésus incluent plusieurs sermons, en plus des paraboles qui apparaissent tout au long du récit des Évangiles synoptiques (l'Évangile selon Jean ne comprend pas de paraboles). Les œuvres incluent les miracles et d'autres actes réalisés pendant son ministère.
Bien que les Évangiles canoniques sont la source majeure des enseignements de Jésus, les épîtres de Paul, qui étaient probablement écrits des décennies avant les évangiles, fournissent certains des premiers récits écrits des enseignements de Jésus. 
Le Nouveau Testament ne présente pas les enseignements de Jésus comme étant seulement ses propres enseignements, mais assimile les paroles de Jésus avec la révélation divine, avec Jean le Baptiste déclarant dans Jean 3:34 : "En effet, celui que Dieu a envoyé dit les paroles de Dieu, car Dieu lui donne l’Esprit sans mesure." et Jésus déclarant dans Jean 7:16 : "Mon enseignement n’est pas de moi, mais de Celui qui m’a envoyé." Dans Matthieu 11:27 Jésus revendique la connaissance divine, déclarant : "Tout m’a été remis par mon Père ; personne ne connaît le Fils, sinon le Père, et personne ne connaît le Père, sinon le Fils, et celui à qui le Fils veut le révéler."
L'un des enseignements les plus importants de Jésus est sa deuxième venue dans Matthieu 24 et Luc 21. Jésus explique les signes des derniers jours, communément connu comme la fin des temps. Il y a les jours qui précède la deuxième venue de Jésus-Christ, il a parlé des signes de la fin des temps et ce qui arrivera aux croyants en Christ, la persécution et les problèmes qui surviendront sur le monde. La deuxième venue de Jésus est surtout divisée en deux, à savoir ; le Ravissement et la Deuxième venue. Le ravissement est le moment où Jésus vient dans les airs pour emmener ses saints au Paradis pour une période de sept ans et la deuxième venue, est un moment où il vient avec les saints pour gouverner la terre pour un millier d'années. On l’appelle aussi le règne millénaire. 

### Discours

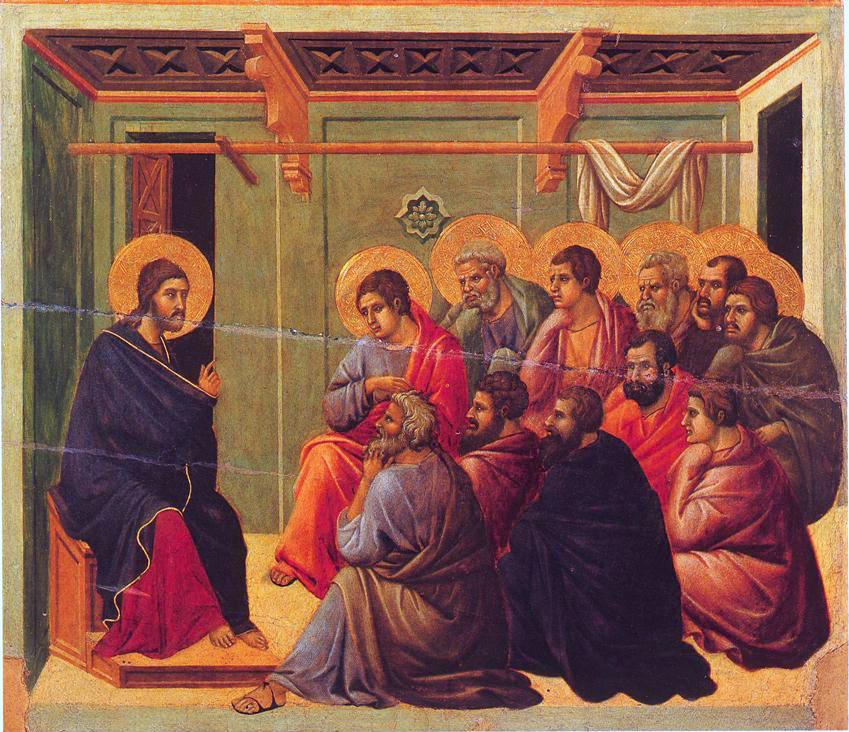
Le Christ prend congé des Apôtres après la Cène, par Duccio

Les évangiles incluent de nombreux discours par Jésus en de spécifiques occurrences, telles que le Discours d'adieu délivré après la Cène, la nuit avant sa Crucifixion. Bien que certains des enseignements de Jésus sont reportés comme se déroulant dans l'atmosphère formelle d'une synagogue (dans Matthieu 4:23) la plupart des discours sont davantage semblables à des conversations que des lectures formelles. 
L'Évangile selon Matthieu a un ensemble structuré de sermons, souvent groupés comme les Cinq Discours de Matthieu qui présentent bon nombre des enseignements clés de Jésus. Chacun des cinq discours ont quelques passages parallèles dans l'Évangile selon Marc ou l'Évangile selon Luc. Les cinq discours dans Matthieu commence avec le Sermon sur la montagne, qui résume une grande partie de l'enseignement moral de Jésus et qui est l'un des plus connus et des éléments les plus cités du Nouveau Testament. Le Sermon sur la Montagne inclut les Béatitudes qui décrivent le personnage des individus du Royaume de Dieu, exprimé comme "bénédictions". Les Béatitudes se concentrent sur l'amour et l'humilité plutôt que la force, l'exaction et font écho aux idéaux clés des enseignements de Jésus sur la spiritualité et la compassion. Les autres discours dans Matthieu inclut le Discours Missionnaire dans Matthieu 10 et le Discours sur l'Église dans Matthieu 18, fournissant des instructions aux disciples et posant la fondation des codes de conduite pour la communauté attendue de disciples. 

### Paraboles

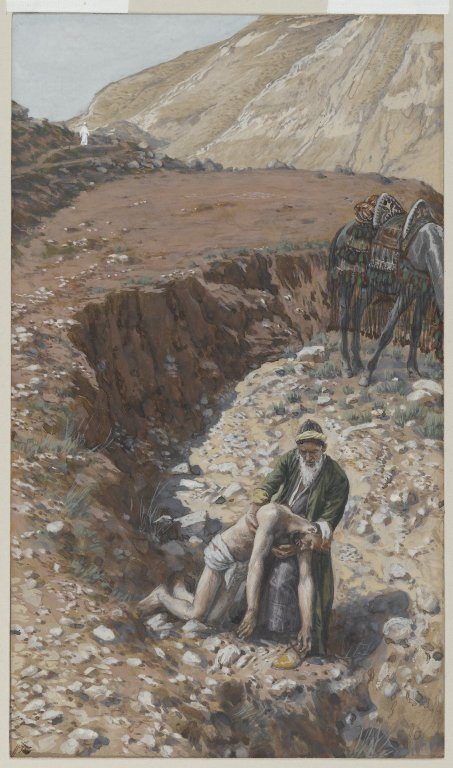
Le bon samaritain est une peinture de James Tissot. La Parabole du Bon Samaritain est l'une des paraboles de Jésus.

Les paraboles de Jésus représentent un élément majeur de ses enseignements dans les évangiles, la trentaine de paraboles formant environ un tiers de ses enseignements. Les paraboles peuvent apparaître dans des sermons plus longs, ainsi qu'à d'autres endroits du récit. Les paraboles de Jésus sont des histoires apparemment simples et mémorables, souvent accompagnées d'images, et chacune véhicule un enseignement qui relie habituellement le monde physique au monde spirituel. 
Au XIXe siècle, Lisco et Fairbairn ont déclaré que dans les paraboles de Jésus, "l'image empruntée du monde visible est accompagnée d'une vérité du monde invisible (spirituel)" et que les paraboles de Jésus ne sont pas "de simples similitudes qui servent à illustrer, mais qui sont des analogies internes où la nature devient un témoin du monde spirituel". De la même façon, au XXe siècle, appelant une parabole "une histoire terrestre avec un sens divin", William Barclay déclare que les paraboles de Jésus emploient des exemples familiers pour amener les autres esprits vers les concepts divins. Il suggère que Jésus n'a pas formé ses paraboles seulement comme analogies mais sont basées sur une "affinité intérieure entre l'ordre naturel et l'ordre spirituel."
L'une des raisons majeures pourquoi Jésus a parlé en paraboles aux Juifs était expliqué aux disciples de Jésus par Jésus lui-même. Cela se trouve en Matthieu 13:13-14 ; Jésus explique pourquoi il a employé de nombreuses paraboles à la population d'Israël. Jésus expliqua qu'il était donc pour l'accomplissement de la prophétie d'Isaïe le prophète, et cela se trouve en Isaïe 6:9-10. C'était pour que le peuple d'Israël ne comprenne pas et ne réalise pas qui Jésus est et l'accepte, il l'a fait délibérément pour permettre aux Gentils de faire partie des enfants de Dieu. 

### Miracles de Jésus
« Mais si je les fais, même si vous ne me croyez pas, croyez les œuvres. Ainsi vous reconnaîtrez, et de plus en plus, que le Père est en moi, et moi dans le Père. »

— Jean 10:38
Dans les enseignements chrétiens, les miracles de Jésus étaient tout autant un véhicule pour son message que l'étaient ses paroles. La plupart de ses miracles soulignent l'importance de la foi, par exemple dans la guérison des dix lépreux, Jésus n'a pas dit : "Ma puissance t'a sauvé" mais il dit "Lève-toi et va ; ta foi t'a sauvé." De la même façon, dans le miracle de la Marche sur les eaux, l'apôtre Pierre apprend une leçon importante concernant la foi en cela alors que sa foi vacille, il commence à couler. 

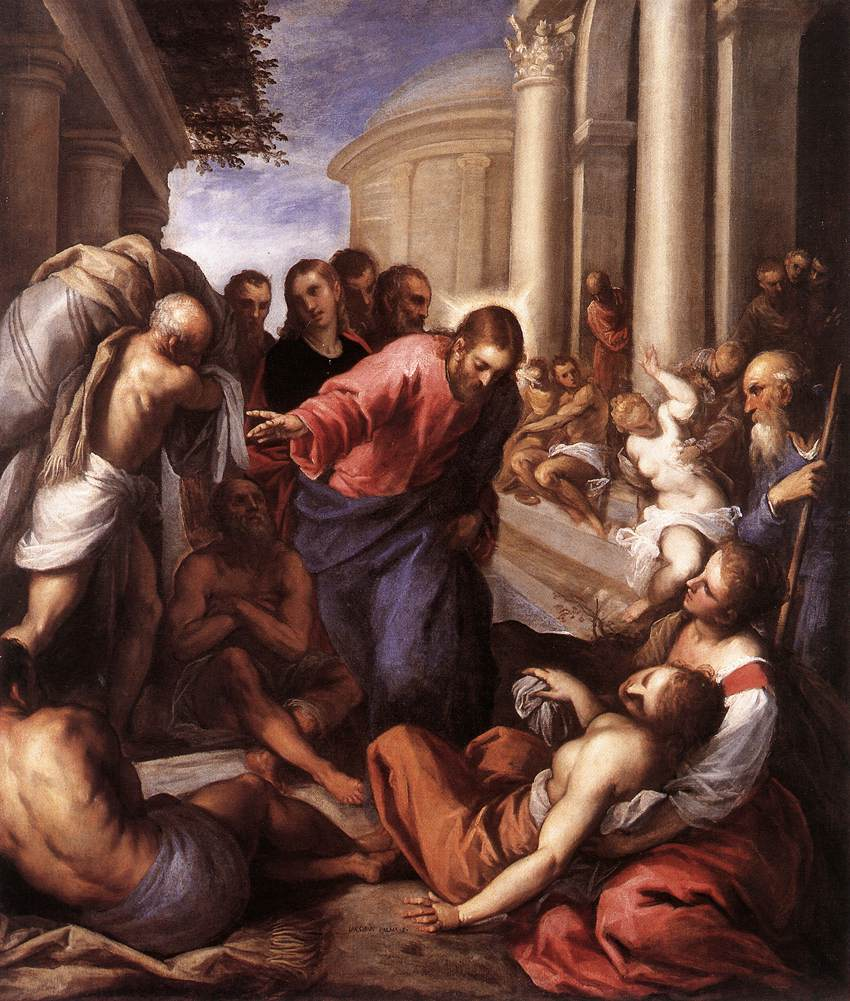
Jésus guérissant le paralysé à la Piscine par Palma il Giovane, 1592

Une caractéristique partagée parmi tous les miracles de Jésus dans les récits évangéliques, c'est qu'il a distribué gratuitement des bienfaits et n'a jamais demandé ni accepté une quelconque forme de paiement pour ses miracles de guérison, contrairement à certains grands prêtres de son temps qui chargeaient ceux qui étaient guéris. Dans Matthieu 10:8 il conseilla ses disciples de guérir les malades, relever le mort, purifier les lépreux, et chasser les démons sans paiement et déclara : "Vous avez reçu gratuitement ; donnez gratuitement".
Les chrétiens en général croient que les miracles de Jésus étaient des événements historiques réels et que ses œuvres miraculeuses étaient une partie importante de sa vie, attestant sa divinité et l'union hypostatique, la double nature de l'humanité et de la divinité du Christ dans une seule hypostase. Les chrétiens croient que même si les expériences de faim, de lassitude et de mort de Jésus étaient des preuves de son humanité, les miracles étaient des évidence de sa divinité. 
Les auteurs chrétiens considèrent également les miracles de Jésus non seulement comme des actes de puissance et de toute-puissance, mais comme des œuvres d'amour et de miséricorde : ils étaient réalisés pour montrer la compassion pour l'humanité immorale et souffrante. Les auteurs Ken et Jim Stocker déclarent que "chaque miracle que Jésus a réalisé était un acte d'amour". Et chaque miracle implique des enseignements spécifiques.
Selon l'Évangile selon Jean, il était impossible de raconter tous les miracles réalisés par Jésus, la Catholic Encyclopedia déclare que les miracles présentés dans les Évangiles étaient sélectionnés pour une double raison : premièrement pour la manifestation de la gloire de Dieu, et ensuite pour leur valeur probante. Jésus mentionna ses "œuvres" comme évidences de sa mission et de sa divinité, et dans Jean 5:36 il déclara que ses miracles ont une plus grande valeur probante que le témoignage de Jean le Baptiste. 

## Crucifixion et rédemption
Les récits de la crucifixion et de la résurrection ultérieure de Jésus fournissent un riche contexte pour l'analyse Christologique, des évangiles canoniques aux épîtres de Paul. 
La « christologie d'agence » johannique combine le concept que Jésus est le Fils de son Père avec l'idée qu'il vient dans le monde en tant qu'agent de son Père, commandé et envoyé par le Père pour représenter le Père et pour accomplir l'œuvre de son Père. Implicite dans chaque représentation synoptique de Jésus est la doctrine que le salut que Jésus donne est indissociable de Jésus lui-même et de son identité divine. La filiation et l'agence se réunissent dans les évangiles synoptiques uniquement dans la Parabole du Vigneron (Matthieu 21:37 ; Marc 12:6, Luc 20:13). La soumission de Jésus à la crucifixion est un sacrifice fait comme un agent de Dieu ou serviteur de Dieu, dans l'intérêt de sa victoire éventuelle. Cela s'appuie sur le thème salvifique de l'Évangile de Jean qui débute en Jean 1:36 avec la proclamation de Jean le Baptiste : "Posant son regard sur Jésus qui allait et venait, il dit : « Voici l’Agneau de Dieu". Un renforcement supplémentaire du concept est fourni dans Apocalypse 21 :14 où "l'agneau reposait mais se tenait debout" est le seul digne de manipuler le parchemin contenant de noms de ceux qui allaient être sauvés.
Un élément central dans la Christologie présenté dans les Actes des Apôtres est l'affirmation d'une croyance que la mort de Jésus par crucifixion arriva "avec la prescience de Dieu, selon un plan défini". Dans cette perspective, comme dans Actes 2:23, la croix n'est pas perçue comme un scandale, pour la Crucifixion de Jésus "par la main des impies" est vue comme l'accomplissement du plan de Dieu. 
La Christologie de Paul a une attention spécifique sur la mort et la Résurrection de Jésus. Pour Paul, la Crucifixion de Jésus est directement lié à sa Résurrection et le terme "la croix du Christ" employé en Galates 6:12 peut être considéré comme son abréviation du message des évangiles. Pour Paul, la Crucifixion de Jésus n'était pas un évènement isolé dans l'histoire, mais un évènement cosmique avec des conséquences eschatologiques significatives, comme dans Corinthiens 2:8. Dans la vision de Paul, Jésus, obéissant au point de mourir (Philippiens 2:8) est mort "au bon moment "Romains 4:25) basé sur le plan de Dieu. Pour Paul, la "puissance de la croix" est inséparable de la Résurrection de Jésus. 
Jean Calvin a soutenu la christologie « agent de Dieu » et a soutenu que lors de son procès devant le tribunal de Pilate, Jésus aurait pu plaider avec succès son innocence, mais s'est plutôt soumis à la crucifixion en obéissance à son Père. Ce thème Christologique continua au XXe siècle, à la fois dans le christianisme oriental et l'Occident chrétien. Dans le christianisme oriental Sergueï Boulgakov a soutenu que la Crucifixion de Jésus était "pré-éternellement" déterminé par le Père avant la création du monde, pour racheter l'humanité de la disgrâce causé par la chute d'Adam. Dans l'Occident chrétien, Karl Rahner a élaboré sur l'analogie que le sang de l'Agneau de Dieu (et l'eau du côté de Jésus) versé à la Crucifixion avait une nature purifiante, similaire à l'eau baptismale. 
Les Mormons croient que la Crucifixion était l'aboutissement de la rédemption du Christ, qui commença à Gethsémani.

## Résurrection, Ascension, et Deuxième venue

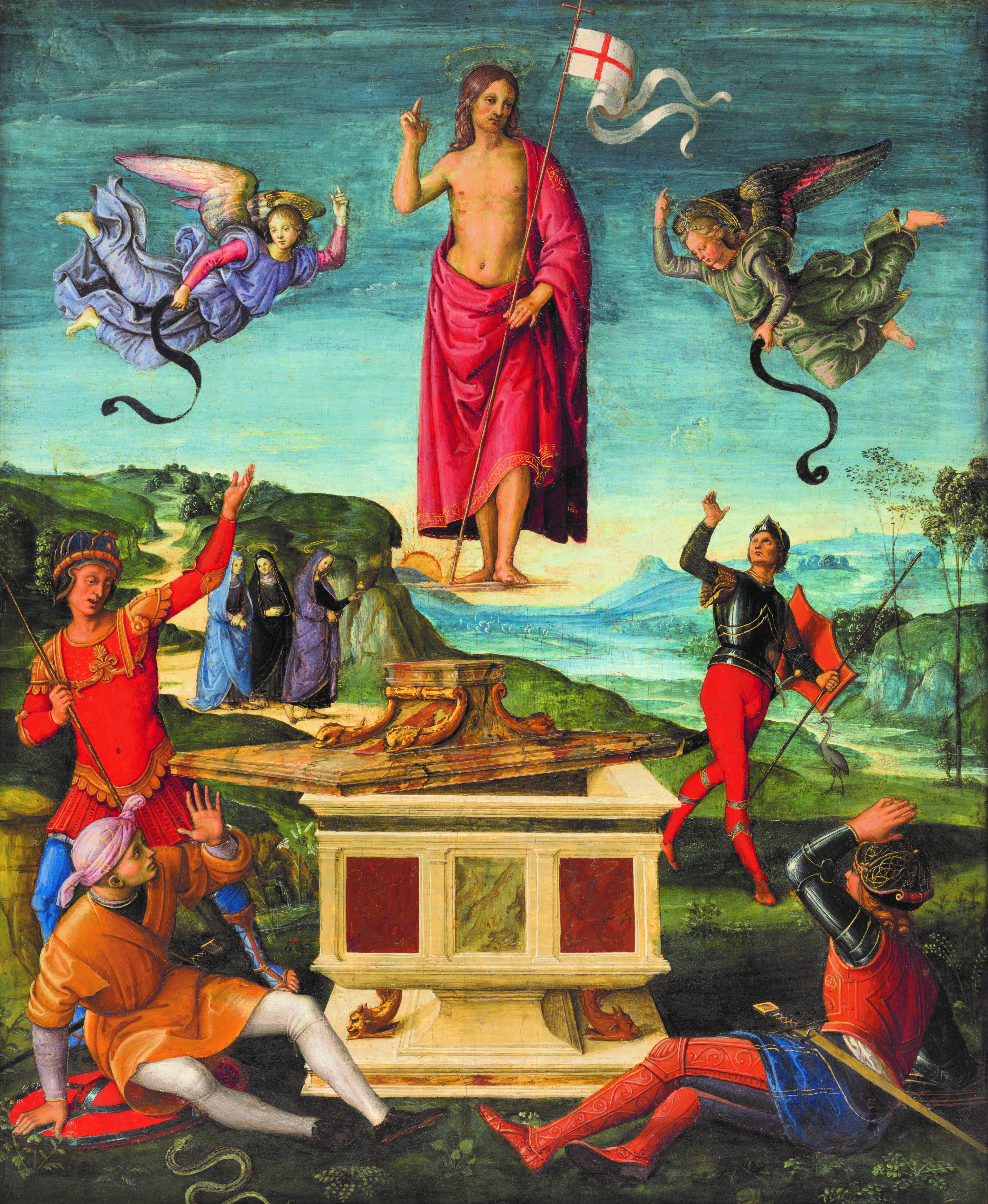
La Résurrection du Christ par Raphaël, 1499-1502).

Le Nouveau Testament enseigne que la Résurrection de Jésus est un fondement de la foi chrétienne. Les chrétiens, par la foi dans l'œuvre de Dieu sont spirituellement ressuscités avec Jésus, et sont rachetés afin qu'ils puissent marcher dans un nouveau mode de vie.
Dans les enseignements de l'église apostolique, la Résurrection est vue comme annonçant une nouvelle ère. La formation d'une théologie de la Résurrection est revenue à l'apôtre Paul. Ce n'était pas suffisant pour Paul de simplement répéter les enseignements élémentaires, mais comme le déclare Hébreux 6:1, "laissons de côté l’enseignement élémentaire sur le Christ, élevons-nous à la perfection d’adultes". Fondamental à la théologie de Paul est la connexion entre la Résurrection du Christ et la rédemption. Paul expliqua l'importance de la Résurrection de Jésus comme cause et bases de l'espérance des chrétiens à partager une expérience similaire dans 1 Corinthiens 15:20-22 : 

« Le Christ est ressuscité d’entre les morts, lui, premier ressuscité parmi ceux qui se sont endormis. Car, la mort étant venue par un homme, c’est par un homme aussi que vient la résurrection des morts. En effet, de même que tous les hommes meurent en Adam, de même c’est dans le Christ que tous recevront la vie. »

Si la croix tient au centre de la théologie de Paul, la Résurrection aussi : à moins que l’un ne meure de la mort de tous, tous n’auraient pas grand-chose à célébrer dans la Résurrection de l’Un. Paul enseigna que, comme les chrétiens partage la mort du Christ dans le baptême, alors ils partageront dans sa Résurrection car Jésus a été désigné Fils de Dieu par sa Résurrection. La perspective de Paul alla à l'encontre des idées des philosophes Grecs pour qui une résurrection corporelle signifiait un nouvel emprisonnement dans un corps corporel, ce qu'ils voulaient éviter, étant donné que pour eux le corporel et le matériel enchaînaient l'esprit. Au même instant, Paul croyait que le corps nouvellement ressuscité serait un corps spirituel - immortel, glorifié et puissant, contrairement à un corps matériel qui est mortel, déshonoré et faible[réf. nécessaire].
Les Pères apostoliques ont discuté de la mort et de la Résurrection de Jésus, incluant Ignace (50-115), Polycarpe (69-155), et Justin Martyr (100-165). Suivant la conversion de Constantin et libérant l'Édit de Milan en 313, les conciles œcuméniques des IVe, Ve et VIe siècles, axés sur la Christologie ont contribué à façonner la compréhension chrétienne de la nature rédemptrice de la Résurrection, et influença à la fois le développement de son iconographie, et son usage dans la liturgie.

## Perspectives non trinitaires
La doctrine de la Trinité, incluant la croyance que Jésus est une Personne de la Trinité, n'est pas universellement accepté parmi les chrétiens. Les groupes chrétiens non trinitaires incluent l'Église de Jésus-Christ des saints des derniers jours, l'Unitarisme et les témoins de Jéhovah. Bien que les groupes non trinitaires modernes rejettent tous la doctrine de la Trinité, leurs perspectives diffèrent toujours radicalement sur la nature de Jésus. Certains ne croient pas que Jésus est Dieu, ils croient plutôt qu'il était un messager de Dieu, ou un prophète, ou l'humain parfait. Il s'agit de la vision épousée par les anciennes sectes telles que les ébionites, et les Unitaires des temps modernes.

## Voir également
- Harmonie des Évangiles - Compilant les évènements des évangiles bibliques
- Grande Mission - L'instruction de Jésus à ses disciples pour répandre l'évangile
- ʿĪsā - Avant-dernier prophète et figure eschatologique dans l'islam
- Point de vue du judaïsme sur Jésus - Comment le judaïsme voit la figure centrale du christianisme